# Baie Coacoachou
Pour les articles homonymes, voir Coacoachou.
La baie Coacoachou est une baie du Canada située au Québec. Elle se trouve dans la municipalité régionale de comté du Golfe-du-Saint-Laurent, au nord-est de l'île d'Anticosti et à 110 kilomètres à l'est de Natashquan.